# Samantha Strong
Samantha Strong (Seattle, 9 giugno 1967) è un'ex attrice pornografica statunitense.

## Biografia e carriera
Nel 1988 vinse l'AVN Award per Best New Starlet e fu introdotta nell'AVN Hall of Fame.
Sul finire degli anni ottanta fu coinvolta in una disputa contrattuale con la Vivid Entertainment, a seguito del suo rifiuto di recitare con l'attore bisessuale Jeff Stryker, che agli occhi di alcune attrici poteva presentare rischi di contagio di AIDS. La Strong accettò infine di recitare con Stryker nel film del 1988 The Heiress (L'ereditiera).

## Curiosità
- Era l'attrice preferita del serial killer Richard Ramirez.[4]

## Riconoscimenti
- AVN Awards
  - 1988 – Best New Starlet[5]
  - 1995 – Hall of Fame[6]

## Filmografia
- Bored Games (1979)
- All Hands On Dick (1986)
- Deep Throat 2 (1986)
- Girls Girls Girls 2 (1986)
- Merry X Miss (1986)
- 50 Million Dollar Cherry (1987)
- Backside To The Future 2 (1987)
- Blowin the Whistle (1987)
- Champagne Reunion (1987)
- Crystal Blue (1987)
- Flesh in Ecstasy 2: Samantha Strong (1987)
- Flesh in Ecstasy 4: Jeanna Fine (1987)
- Girls of Double D 2 (1987)
- Good Vibrations (1987)
- Holly Does Hollywood 2 (1987)
- Jewels of the Night (1987)
- Oral Majority 4 (1987)
- Orgies (1987)
- Out Of Towner (1987)
- Peggy Sue (1987)
- Phone Sex Girls 1 (1987)
- Phone Sex Girls 2 (1987)
- Precious Assets (1987)
- Satin Angels (1987)
- Starship Intercourse (1987)
- Teasers 2 (1987)
- Toys 4 Us 1 (1987)
- Tres Riche (1987)
- Wet Weekend (1987)
- All for One (1988)
- Amber Lynn Non-stop (1988)
- Backstage (1988)
- Billionaire Girls Club (1988)
- Blonde Bitch Black Bitch (1988)
- Bustin' Out (1988)
- Chance Meetings (1988)
- Chest Mates (1988)
- Coming on Strong (1988)
- Diamond Collection Double X 20 (1988)
- Dr. Feelgood (1988)
- Dreams (1988)
- Ebony and the Blonde (1988)
- ETV (1988)
- Girl Named Sam (1988)
- Golden Globes (1988)
- Greatest American Blonde (1988)
- Heiress (1988)
- HHHHot TV 1 (1988)
- HHHHot TV 2 (1988)
- Hot Summer Nights (II) (1988)
- In And Out With John Leslie (1988)
- Kascha and Friends (1988)
- Lez Be Friends (1988)
- Maid to Fight (1988)
- Mammary Lane (1988)
- Master of Pleasure (1988)
- Misadventures of the Bang Gang (1988)
- No Man's Land 1 (1988)
- Nothing But Girls Girls Girls (1988)
- Only the Strong Survive (1988)
- Precious Gems (1988)
- Princess of Darkness (1988)
- Proposals (1988)
- Rear Busters (1988)
- Samantha I Love You (1988)
- Samantha Strong (1988)
- Scent Of Samantha (1988)
- Spooked! (1988)
- Stranded (1988)
- Strong Rays (1988)
- Super Blondes (1988)
- Switch Hitters 3 (1988)
- Three-way Lust (1988)
- Video Voyeur 1 (1988)
- Around The World With Samantha Strong (1989)
- Big Melons 18 (1989)
- By Day Bi Night (1989)
- Can't Beat The Feeling (1989)
- Debbie Does Em All 2 (1989)
- Deep and Strong (1989)
- Erotic Starlets 53: Samantha Strong (1989)
- Erotic Tales (1989)
- Fast Girls 2 (1989)
- Girls Who Love Girls 1 (1989)
- Girls Who Love Girls 11 (1989)
- Hawaii Vice 2 (1989)
- Hawaii Vice 4 (1989)
- Keyhole Productions 168: Robo-cocks (1989)
- Lesbian Lovers 2 (1989)
- Strong Language (1989)
- Tease For Two (1989)
- Wild Women 41: Samantha Strong (1989)
- Wise Girls (1989)
- Adventures of Billy Blues (1990)
- Big Melons 25 (1990)
- Big Melons 27 (1990)
- Boobs Butts and Bloopers 1 (1990)
- Boobs Butts and Bloopers 2 (1990)
- Cocktails (1990)
- Fantasy Nights (1990)
- Heartthrob (1990)
- Images Of Desire (1990)
- Paris Blues (1990)
- Renegade (1990)
- Sam's Fantasy (1990)
- Secrets (1990)
- Splash (1990)
- Three Score (1990)
- Toys 4 Us 3 (1990)
- Chest Mates (new) (1991)
- Deep Blonde (1991)
- Deep Inside Samantha Strong (1991)
- Easy Way (1991)
- Gift of Love (1991)
- Only the Best of Debbie (1991)
- Peepers (1991)
- Rapture (1991)
- Watch Me Sparkle (1991)
- With Love From Ashlyn (1991)
- Adult Video News Awards 1992 (1992)
- After Midnight (1992)
- All Hands On Dick (1992)
- All in the Name of Love (1992)
- Anal Ecstasy (1992)
- Anal Inferno (1992)
- Anal Madness 1 (1992)
- Awakening (1992)
- Best of No Man's Land 1 (1992)
- Dark Dreams (1992)
- Diamond Collection Double X 67 (1992)
- Excitable (1992)
- Gidget Goes Bi (1992)
- Hot Holes (1992)
- Never Say Good Bi (1992)
- Nightmare on Dyke Street (1992)
- Play It Again Samantha (1992)
- Silence of the Buns (1992)
- Sin City (1992)
- Best of Andrew Blake (1993)
- Best of Bloopers (1993)
- Fringe Benefits (1993)
- Hungry (1993)
- Hungry 2: Night Feast (1993)
- Night Of Passion (1993)
- Oral Majority 10 (1993)
- Take My Wife, Please (1993)
- This Could Be The Night (1993)
- Erotika (1994)
- Gang Bang Cum Shots 1 (1994)
- Golden Globes (new) (1994)
- Interactive (1994)
- Perfect 10 2 (1994)
- Samantha's Private Fantasies (1994)
- Starbangers 5 (1994)
- Super Blondes (new) (1994)
- Oral Majority 13 (1995)
- Ultra Kinky 17: Cum-Fused (1995)
- American Dream Girls 6 (1996)
- Samantha And Co (1996)
- Strong Sensations (1996)
- Desperate Hours (1997)
- Fetish (1997)
- Into The Night (1997)
- Kym Wilde's On The Edge 41 (1997)
- Superstars of Porn 9: Samantha Strong, Then and Now (1997)
- Virgin Kink 2 (1997)
- Bi Sexual Cocks (1998)
- Nurses to the Rescue 2 (1999)
- Snatch Adams (1999)
- Bad Bad Girls (2002)
- Jake Steed's Bi Scene (2002)
- Lotsa Top (2007)
- Samantha Strong Collection (2007)
- Swedish Erotica 129 (2007)
- Ron Jeremy the Lost Footage (2009)